# Metallizität
Die Metallizität, d. h. die Metallhäufigkeit, ist eine in der Astrophysik gebräuchliche Bezeichnung für die Häufigkeit der schweren chemischen Elemente in Sternen.
Als „Metalle“ werden dabei, abweichend von der chemischen Bedeutung dieses Begriffes, meist alle Elemente außer Wasserstoff und Helium bezeichnet, seltener die Elemente ab Kohlenstoff, also ab einer Kernladungszahl von sechs.

## Entstehung schwerer Elemente
Die schweren Elemente wurden im Universum erst durch Kernreaktionen in Sternen gebildet (die Nukleosynthese), deswegen hängt die Metallizität eng mit der Entstehungszeit eines Sternes zusammen:
- Sterne mit niedriger Metallizität (Population II) sind in einem früheren Entwicklungsstadium des Universums entstanden, als erst wenige „Metalle“ vorhanden waren.
- Sterne mit hoher Metallizität (Population I) sind zu einem späteren Zeitpunkt aus der mit schweren Elementen angereicherten „Asche“ früherer Sternengenerationen entstanden.

Die Elemente Lithium, Beryllium und Bor, zwischen Helium und Kohlenstoff, kommen in sehr geringen Konzentrationen in Sternatmosphären vor. Sie können nicht aus Sternen stammen, denn sehr viel schnellere Syntheseschritte zerstören sie gleich wieder. Sie stammen – außer dem kosmologischen Anteil von Lithium-7 – aus der Spallation schwererer Elemente durch kosmische Strahlung im interstellaren Gas.

## Ermittlung

### Massenanteil
Der Massenanteil von Wasserstoff und Helium wird üblich mit den Symbolen X und Y sowie für die schwereren Elemente mit der Metallizität Z bezeichnet.
{\displaystyle 1=Z+Y+X}

### Relative Werte: bezogen auf die Sonne
Als Maß für die Metallizität eines Sterns wird zunächst häufig nicht die Masse, sondern die Teilchenzahl {\displaystyle N} seiner schweren Elemente auf die des Wasserstoffs bezogen; diese relative Elementhäufigkeit kann aus den gemessenen Stärken der Absorptionslinien von Eisen und Wasserstoff ermittelt werden. Für normale Hauptreihensterne wird die relative Elementhäufigkeit dann als logarithmiertes Verhältnis mit der entsprechenden Häufigkeit der Sonne verglichen (normiert), da sich die Elemente gleichförmig im Universum anreichern:
{\displaystyle {\text{Metallizität}}[\mathrm {Fe} /\mathrm {H} ]=\lg {\left({\frac {N_{\mathrm {Fe} }}{N_{\mathrm {H} }}}\right)}\underbrace {-\lg {\left({\frac {N_{\mathrm {Fe} }}{N_{\mathrm {H} }}}\right)_{\odot }}} _{-(-4,5)=+4,5(s.u.)}}
Nach dieser Formel
- hat die Sonne (Index {\displaystyle _{\odot }}) definitionsgemäß eine Metallizität von 0,
- enthalten Sterne mit einer positiven Metallizität relativ mehr Eisen als die Sonne und sind damit jünger,
- enthalten Sterne mit einer negativen Metallizität relativ weniger Eisen als die Sonne und sind damit älter.

### Absolute Werte
Das oben verwendete Teilchenzahl-Verhältnis zwischen Eisen- und Wasserstoff-Atomen in der Sonne beträgt:
{\displaystyle \left({\frac {N_{\mathrm {Fe} }}{N_{\mathrm {H} }}}\right)_{\odot }\approx {\frac {1}{31000}}\approx 0{,}0032\,\%},
was einem logarithmierten Wert von −4,5 entspricht ({\displaystyle 0{,}0032\,\%\approx 10^{-4{,}5}}).
Daher liegt der Massenanteil des Eisens an der Sonnenmasse bei ca. 0,16 %.
| Alter (109 Jahre) | Verhältnis Fe/H der | Verhältnis Fe/H der | lg X   | lg X − lg X☉ | Bemerkung |
| Alter (109 Jahre) | Masse               | Atome X             | lg X   | lg X − lg X☉ | Bemerkung |
| ----------------- | ------------------- | ------------------- | ------ | ------------ | --------- |
| 11,75             | 0,04 %              | 0,0008 %            | −5,114 | −0,619       |           |
| 04,57             | 0,16 %              | 0,0032 %            | −4,500 | 0            | Sonne     |
| 02,40             | 0,40 %              | 0,0077 %            | −4,114 | 0,381        |           |
| 01,45             | 0,80 %              | 0,0154 %            | −3,813 | 0,682        |           |
| 00,90             | 2,00 %              | 0,0385 %            | −3,415 | 1,080        |           |
| 00,55             | 5,00 %              | 0,0962 %            | −3,017 | 1,478        |           |

Für chemisch pekuliäre oder bereits von der Hauptreihe weg entwickelte Sterne gilt das allgemeine Häufigkeitsmuster nicht mehr.

### Angaben in dex
Die Zahl aus oben angegebener Formel
{\displaystyle \lg {\left({\frac {N_{\mathrm {Fe} }}{N_{\mathrm {H} }}}\right)}-\lg {\left({\frac {N_{\mathrm {Fe} }}{N_{\mathrm {H} }}}\right)_{\odot }}}
wird oft mit dem Zusatz „dex“ versehen.
Dieser Zusatz steht für decimal exponent und soll andeuten, dass es sich um die Differenz eines logarithmischen Verhältnisses zu einer Bezugsgröße, nämlich der Metallizität der Sonne, handelt. Eine Metallizität von +0,4 dex bedeutet also, dass das Verhältnis Fe zu H im betrachteten Stern um den Faktor {\displaystyle 10^{0{,}4}\approx 2{,}5} höher ist als in der Sonne.

## Populationen
Die Metallizität liegt bei Sternen unserer Galaxis etwa zwischen −5,6 und +1, wobei nur die ältesten Sterne der Population II einen Wert im Bereich −5 erreichen und nur wenige von ihnen bekannt sind:
- Langjähriger Spitzenreiter war der Stern CD−38°245, dessen Metallizität 1984 mit −4,0 bestimmt wurde. Diese bedeutet, dass sein Gehalt an Eisen 10.000-mal kleiner ist als der der Sonne.
- 2002 wurde mit HE 0107-5240 ein Stern mit einer Metallizität von −5,2 entdeckt,
- bald darauf der Stern HE 1327-2326 mit einem Wert von −5,4, was einen Eisengehalt von einem 250.000stel des solaren Wertes bedeutet. Allerdings enthält dieser Stern überraschenderweise einen sehr großen Anteil an anderen Elementen wie Natrium, Magnesium, Titan und vor allem Strontium.
- Der Stern SDSS J102915+172927 (relative Magnitude 16,9) scheint nahezu metallfrei zu sein. Das Fehlen von Lithium wird mit der hohen Temperatur des Sterns erklärt.[5]
- Die Metallizität von Eisen in SMSS J031300.36-670839.3 ist geringer als −7,1.

Üblicherweise werden bei solchen Sternen zur Altersbestimmung und Kategorisierung auch die Häufigkeiten anderer Elemente wie Thorium, Uran, Iridium und Kohlenstoff ermittelt.